# Volokónovka
Volokónovka (ruso: Волоко́новка) es un asentamiento de tipo urbano de Rusia, capital del raión homónimo en la óblast de Bélgorod.
En 2021, el asentamiento tenía una población de 10 426 habitantes. En su territorio no hay pedanías.
Se ubica sobre la carretera 14K-8, a medio camino entre Valuiki y Novi Oskol. Al oeste sale la carretera 14K-3, que lleva a la capital regional Bélgorod a través de Shebékino. Junto al asentamiento fluye el río Oskol.

## Historia
El pueblo fue fundado en 1731 por los Volkonski, familia noble con título de kniaz que adquirió el señorío de un área que hasta entonces contaba con población dispersa por el campo, sin un pueblo que sirviera como centro. A lo largo de los dos siglos siguientes se desarrolló notablemente por su ubicación en un cruce de caminos, a lo que se añadió la construcción de una estación en la línea de ferrocarril de Valuiki a Novi Oskol, por lo que a finales del siglo XIX ya superaba los seis mil habitantes. La Unión Soviética le dio el estatus de capital distrital en 1928, cuando se definieron los raiones de la óblast de Chernozem Central, y el de asentamiento de tipo urbano en 1961.